# فرناندو ريس
فرناندو ريس (بالبرتغالية: Fernando Reis) هو رباع برازيلي، ولد في 10 مارس 1990 في ساو باولو في البرازيل.

## وصلات خارجية
- فرناندو ريس على موقع الاتحاد الدولي (الإنجليزية)
- فرناندو ريس على موقع اللجنة الأولمبية الدولية (الإنجليزية)
- فرناندو ريس على موقع أوليمبيديا (الإنجليزية)